# Bryzol

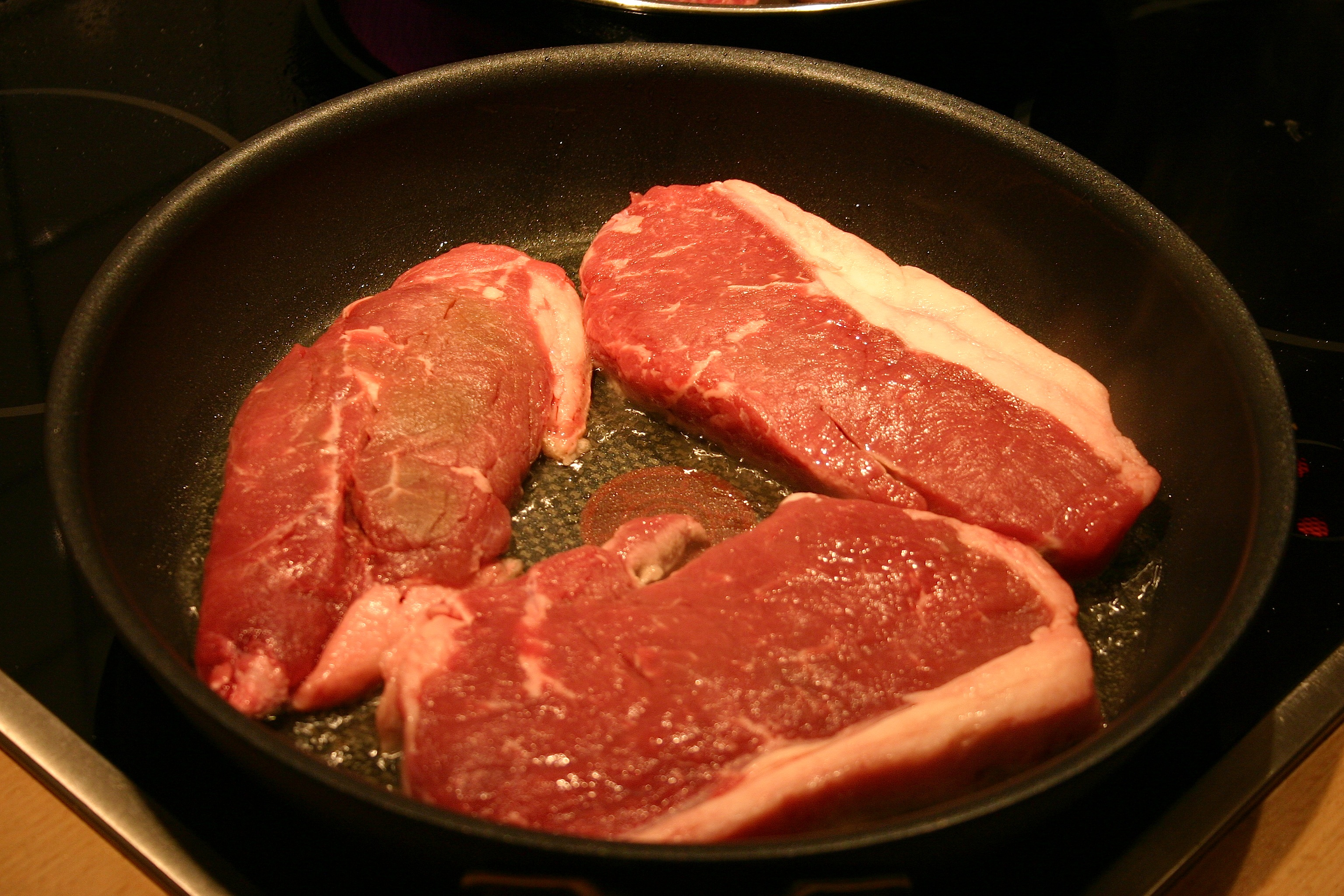
Smażenie bryzolu

Bryzol (fr. brésolles zraziki) – polędwica wołowa, wieprzowa lub końska, pokrojona w poprzek, ubita, specjalnie przyprawiona i usmażona.